# Катарантус
Катарантусите (Catharanthus) са род растения от семейство Олеандрови (Apocynaceae).
Таксонът е описан за пръв път от шотландския ботаник Джордж Дон през 1837 година.

## Видове
- Catharanthus coriaceus
- Catharanthus lanceus
- Catharanthus longifolius
- Catharanthus makayensis
- Catharanthus ovalis
- Catharanthus pusillus
- Catharanthus roseus – Розов катарантус
- Catharanthus scitulus
- Catharanthus trichophyllus